# Schar (Profil)
Schar nennt man in der Spenglerei einen vorprofilierten Blechstreifen (Band) mit zwei seitlichen Aufkantungen. Durch mehrfaches (gemeinsames) Abkanten (Falzen) zweier aneinanderliegenden Aufkantungen wird eine kraftschlüssige Verbindung der Blechstreifen hergestellt.
Die häufigste Ausführungsform ist der Doppelstehfalz. Die Höhe der seitlichen Aufkantungen der Schare beträgt in diesem Fall oft 45 und 35 mm.
Die für die Aufkantungen benötigte Breite des ursprünglichen Blechstreifens wird als Falzverlust bezeichnet. Aus diesem bestimmt sich die Scharbreite. So ergibt sich üblicherweise aus einem Band von 600 mm Breite eine Schar von 520 mm Breite.
Neben der Metalldachdeckung (Doppelstehfalzdeckung) werden Blech-Schare auch als Wandverkleidung eingesetzt.